# Santo Domingo, Chiapa de Corzo
Santo Domingo är en ort i Mexiko.   Den ligger i kommunen Chiapa de Corzo och delstaten Chiapas, i den sydöstra delen av landet, 700 km öster om huvudstaden Mexico City. Santo Domingo ligger 406 meter över havet och antalet invånare är 443.
Terrängen runt Santo Domingo är kuperad åt nordväst, men åt sydost är den platt. Runt Santo Domingo är det ganska tätbefolkat, med 58 invånare per kvadratkilometer. Närmaste större samhälle är Tuxtla Gutiérrez, 13,1 km nordväst om Santo Domingo. Omgivningarna runt Santo Domingo är en mosaik av jordbruksmark och naturlig växtlighet.